# Ärztliche Zentralbibliothek

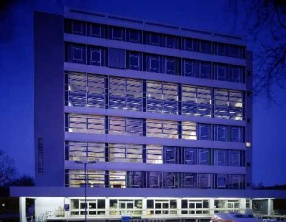
Ärztliche Zentralbibliothek bei Nacht

Die Ärztliche Zentralbibliothek (ÄZB) ist die zentrale Fachbibliothek der medizinischen Fakultät der Universität Hamburg.

## Bibliotheksprofil
Der öffentliche Bereich erstreckt sich über 4 Etagen (einschließlich einer Galerie) mit insgesamt 1.267 m². Die Bibliothek verfügt über eine Lehrbuchsammlung mit rund 24.000 Bänden, zahlreiche audiovisuelle Medien, Monographien, 250 laufende Zeitschriften und 3.500 elektronische Zeitschriften. Der Gesamtbestand der Bibliothek beläuft sich auf ca. 300.000 Medien. Neben Gruppenarbeitsräumen gibt es 217 Leseplätze, aber auch Vitrinen für Ausstellungen.
Für die Nutzer stehen 35 öffentliche PCs mit Internetanschluss, 6 öffentliche Fotokopiergeräte, eine Selbstverbuchungsanlage und ein Multimediaraum zur Verfügung. Von den Arbeitsplätzen gibt es nicht nur Online-Zugriff auf den Medienbestand der Bibliothek, sondern auch auf Medline, EMBASE, den Science Citation Index, CCC, JCR, PsycInfo, den Social Science Citation Index und Psyndex.